# Angel Sanctuary
Angel Sanctuary (jap. 天使禁猟区 Tenshi kinryōku) – manga autorstwa Kaori Yuki. Manga zawiera się w dziesięciu tomach, traktuje o takich rzeczach jak Bóg, aniołowie, piekło czy kazirodztwo. 
Na podstawie mangi powstała 3-odcinkowa seria OVA.

## Opis fabuły
Główny bohater, Setsuna Mudō, jest uczniem jednej z japońskich szkół wyższych. Jego ukochaną jest jego młodsza siostra Sarah Mudō. Okazuje się jednak, że Setsuna ma problem: jest reinkarnacją upadłego anioła, Alexiel, co powoduje, że zostaje wciągnięty w wojnę między niebem a piekłem.
Angel Sanctuary jest jednym z większych dokonań Kaori Yuki. Dotyka takich problemów jak kazirodcze związki, a także natury Boga czy innych filozoficznych zagadnień.
Organiczny anioł, Alexiel, jest jednym z trzech najpotężniejszych istniejących stworzeń, zaraz po Bogu i aniele znanym jako Adam-Kadamon. W hierarchii jest równa swojemu bratu, którym jest nieorganiczny anioł Rociel. Przed rozpoczęciem serii Bóg zasnął, aby odnowić swoje stracone przez lata moce.
Ziemia (nazywana Assiah lub Usher) oraz wyższe poziomy piekła (zwane Gehenną) są swoimi lustrzanymi odbiciami: podczas gdy ludzie zanieczyszczają i niszczą Ziemię, piekło także staje się coraz słabsze. Anioły, biorąc pod uwagę ten fakt, że Bóg jest pogrążony we śnie a ich wróg słabnie, postanawiają zaatakować piekło i wymordować wszystkie demony.
Po stronie demonów staje jednak Alexiel, która uważa, że są one czystsze od aniołów, ponieważ nie posuwają się do takich czynów jak morderstwo i inne zbrodnie. Ponadto, w przeciwieństwie do aniołów, nie udają swojej czystości i nie zasłaniają swoich czynów dobrym celem. Alexiel przechodząc na stronę Zła zapowiada rewolucję przeciw Bogu.
Wojna osiąga punkt kulminacyjny i kończy się w momencie, kiedy Alexiel walczy ze swoim bratem, Rocielem. Wcześniej Rosiel odkrywa, że rozkłada się a jego umysł gnije. Prosi więc Alexiel, żeby zabiła go nim zwariuje na co ona przystaje. W momencie, kiedy obietnica ma się dokonać Rociel krzyczy: "Zabiłabyś swojego brata bliźniaka?". W Alexiel budzi się żal i wyrzuty sumienia, więc za pomocą zakazanej magii blokuje go we wnętrzu Ziemi. Robiąc to, wykorzystuje całą swoją moc, a także moc swojego miecza, Nanatsusaya i zostaje złapana i osądzona przez Uriela, anioła sądu.
Za swoje zbrodnie Alexiel otrzymuje najcięższą karę dla upadłych aniołów. Jej dusza i ciało zostają rozdzielone: ciało zostaje zamrożone w anielskim krysztale, a następnie zamknięte w najgłębszych zakamarkach Anielskiego Sanktuarium (Angel Sanctuary). Jej dusza zostaje skazana na odradzanie się w ciele śmiertelnika, którego żywot za każdym razem kończyć się będzie gwałtownie i boleśnie. Przy każdym odrodzeniu w śmiertelniku oprócz jego własnej osobowości istnieć będzie osobowość Alexiel, która będzie się ujawniać np. w niebezpiecznych sytuacjach, dając śmiertelnikowi siłę i nadprzyrodzone zdolności. 

## Bohaterowie
Bóg
Nie można określić go, jako postać pozytywną. Jest to istota z innego wymiaru. Podczas stworzenia wszechświata uznał, że powinien mieć kontrolę nad wszystkim bez względu na koszty.
Setsuna Mudo (無道 刹那 Mudo Setsuna)
Obecne wcielenie Organicznego Anioła Alexiel. Ma reputację problematycznego dziecka, ucieka ze szkoły, matka go nienawidzi a co najgorsze jest zakochany w swojej młodszej siostrze. Jednak największym problemem chłopca jest fakt, że widzi Anioły i Demony, które wmawiają mu, że jest reinkarnacją Alexiel. Sceptyczny Setsuna jest zmuszony w to uwierzyć, będąc świadkiem wielu niewyjaśnionych okoliczności. Dusza Alexiel zachowała większość ze swoich mocy astralnych, przez co Setsuna jest odporny na zranienia. Jak wszystkie wcielenia Alexiel, jest naznaczony aby wieść nieszczęśliwe życie, doznać tragicznej miłości i umrzeć powolną, bolesną śmiercią. Jednakże cykl i przeznaczenie zostają zachwiane, kiedy Nanatsusaya zabija poprzednie wcielenie Alexiel a przełamane całkowicie, gdy umiera młodsza siostra Setsuny - Sara. Setsuna nie ma w pamięci wspomnień poprzedniego wcielenia, więc na początku nie uznaje siebie jako wybranego Zbawcy a jedynie jako ochronę szczęścia swojego i Sary. Z czasem dojrzewa jednak do tego stopnia, że zadziwia samą Alexiel.
Sara Mudo (無道 紗羅 Mudo Sara)
Młodsza siostra Setsuny, która jest wcieleniem duszy Wielkiego Cherubina, Gabriel. Gabriel była również jednym z Czterech Głównych Aniołów - Aniołem Wody. Sprzeciwiła się ona brutalnym działaniom Sevotharte, który aby usunąć Gabriel ze swojej drogi sparaliżował ją igłą i wysłał jej duszę na Ziemię. W ten sposób mogła nieświadomie wykonywać jego wolę będąc aniołem stróżem Setsuny. Kiedy Sara umiera, jej dusza zostaje zabrana do nieba przez Zaphikel, która chce przyjrzeć się nadzwyczajnej sygnaturze jej duchowej energii. Metatron usuwa igłę Sevotharte z ciała Gabriel dzięki czemu dusza Sary budzi się w nim. Dzięki swej wielkiej miłości do Setsuny zostaje przywrócona do swojego ciała przez Rafaela.
Sakuya Kira (吉良 朔夜 Kira Sakuya)
Sakuya w wieku 10 lat wraz ze swoją mamą zginął w wypadku samochodowym. W momencie śmierci Sekuya pomyślał, że to będzie straszny cios dla jego ojca kiedy się dowie, że stracił żonę i syna. W tym samym momencie ujrzał istotę, która poprosiła aby pożyczył jej swoje ciało, w ten sposób przynajmniej w jakimś sensie wróciłby do życia. Sekuya uznał jednak, że po pewnym czasie istota przestanie potrzebować jego ciała i to będzie podwójnie ciężkie dla ojca opłakiwać teraz żonę a za jakiś czas powtórnie cierpieć po stracie syna. Jednak propozycja skusiła go ponieważ jako 10-letni chłopiec nie zdążył nacieszyć się jeszcze życiem, nie poznał świata, nie naczytał się książek. Istota, którą był Lucyfer przekonała go, że będzie czytać książki i sprawi, że ojciec go znienawidzi, przez co nie będzie cierpiał po śmierci chłopca. W zamian przejmie kontrolę nad ciałem a Sekuya będzie spał w nim. Kira Sakuya jest więc połączeniem Sekuyi i Lucyfera. Chroni i wspiera Setsunę w każdej sytuacji, ponieważ jest on wcieleniem jego ukochanej Alexiel.
Alexiel
Organiczny Anioł Alexiel jest siostrą bliźniaczką Rosiela i jednym z najpotężniejszych aniołów w niebie, posiada trzy skrzydła. Obrzydzona niegodnym i nieczystym zachowaniem aniołów w niebie Alexiel buntuje się przeciw Bogu i przyłącza się do Księżniczki Cry z Królestwa Zła. Pomimo że kochała Rosiela zamknęła szalonego i niebezpiecznego brata we wnętrzu Ziemi. Zostaje za to pojmana i skazana. Karą jest oddzielenie duszy od ciała. Dusza Alexiel zostaje skazana na wieczne odradzanie się w ciele śmiertelnika wiodącego żałosne życie zakończone bolesną śmiercią. Jej obecnym wcieleniem jest Setsuna.
Rociel
Nieorganiczny anioł (znaczy to, że urodził się bez ciała), bliźniak Alexiel. Od zawsze był on mądry, dobry i życzliwy ale wiedział, że niedługo postrada zmysły i stanie się destruktywny. Prosi Alexiel, żeby zabiła go zanim to nastąpi, jednak uczucia do brata nie pozwoliły jej na to. Unieszkodliwiła więc go i zamknęła we wnętrzu Ziemi. Rosiel od zawsze miał obsesję na punkcie swojego wyglądu, chciał być piękny. Powodem obsesji był fakt, że Rociel urodził się jako stara, odrażająca istota. Jego ciało jednak nie starzało się a wręcz przeciwnie, stawało się coraz młodsze. Najwierniejszy zwolennik Rosiela - Katan potajemnie stosował zakazaną czarną magię, aby uwolnić go.
Lucyfer
W momencie, w którym Lucyfer został wyniesiony na pozycję Porannej Gwiazdy, Bóg powiedział mu, że narodził się on tylko w jednym celu- aby stać się Księciem Ciemności i rządzić złem i demonami. Słysząc to Lucyfera ogarnęła wściekłość. Zapragnął zrobić coś, co zaboli i zezłości Boga. Postanowił, że zgwałci i zabije Alexiel, ponieważ myślał, że jest ona ukochaną córką Boga. Nie wiedział jednak, że Bóg jej szczerze nienawidzi i chce się jej pozbyć. Jednak, kiedy ją poznał zakochał się w niej.